# Thylacandra
Thylacandra is een geslacht van vlinders van de familie bladrollers (Tortricidae).

## Soorten
- T. argyromixtana (Mabille, 1900)
- T. endotera Diakonoff, 1983
- T. malgassana (Saalmüller, 1880)
- T. melanotoma Diakonoff, 1983
- T. sycophyes Diakonoff, 1970